# Aphnaeus bruneeli
Aphnaeus bruneeli är en fjärilsart som beskrevs av Berger 1951. Aphnaeus bruneeli ingår i släktet Aphnaeus och familjen juvelvingar. Inga underarter finns listade i Catalogue of Life.